# Clarias intermedius
Clarias intermedius är en fiskart som beskrevs av Teugels, Sudarto och Laurent Pouyaud 2001. Clarias intermedius ingår i släktet Clarias och familjen Clariidae. Inga underarter finns listade i Catalogue of Life.